# Élections régionales de 2010 en Haute-Normandie
Pour un article plus général, voir Élections régionales françaises de 2010.

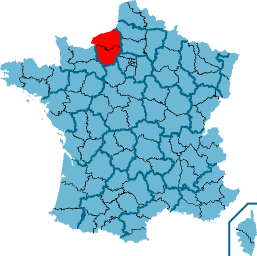
La région Haute-Normandie.

Les élections régionales ont eu lieu les 14 et 21 mars 2010.

## Mode d'élection
Le mode de scrutin est fixé par le code électoral. Il précise que les conseillers régionaux sont élus tous les six ans.
Les conseillers régionaux sont élus dans chaque région au scrutin de liste à deux tours sans adjonction ni suppression de noms et sans modification de l'ordre de présentation. Chaque liste est constituée d'autant de sections qu'il y a de départements dans la région.
Si une liste a recueilli la majorité absolue des suffrages exprimés au premier tour, le quart des sièges lui est attribué. Le reste est réparti à la proportionnelle suivant la règle de la plus forte moyenne. Une liste ayant obtenu moins de 5 % des suffrages exprimés ne peut se voir attribuer un siège.
Sinon on procède à un second tour où peuvent se présenter les listes ayant obtenu 10 % des suffrages exprimés. La composition de ces listes peut être modifiée pour comprendre les candidats ayant figuré au premier tour sur d’autres listes, sous réserve que celles-ci aient obtenu au premier tour au moins 5 % des suffrages exprimés et ne se présentent pas au second tour. À l’issue du second tour, les sièges sont répartis de la même façon.
Les sièges étant attribués à chaque liste, on effectue ensuite la répartition entre les sections départementales, au prorata des voix obtenues par la liste dans chaque département.

## Têtes de liste

### Têtes de liste régionales

Gysèle Lapeyre Candidate LO
Christine Poupin Candidate NPA
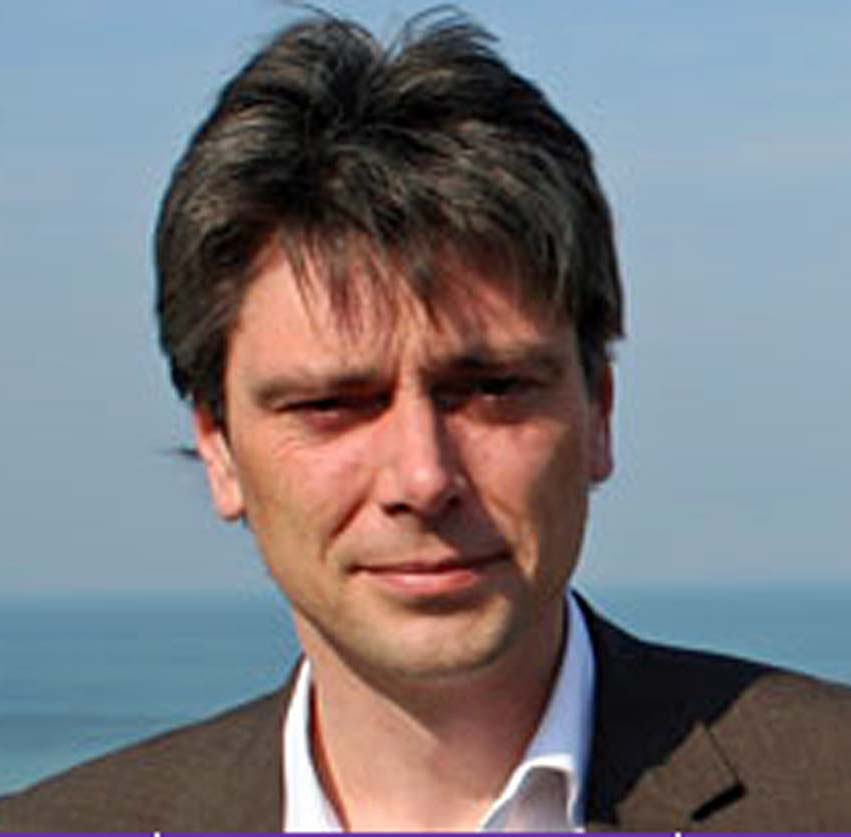
Sébastien Jumel Candidat FG-R&S
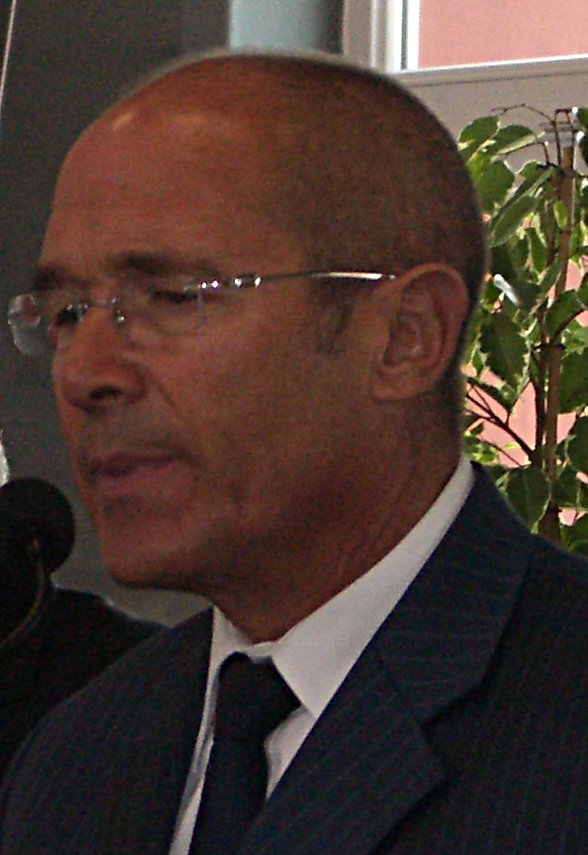
Alain Le Vern Candidat PS, président sortant
Claude Taleb Candidat EÉ-Cap21
Bernard Frau Candidat AEI
Danielle Jeanne Candidate MoDem
Brigitte Brière Candidate DLR-CNI
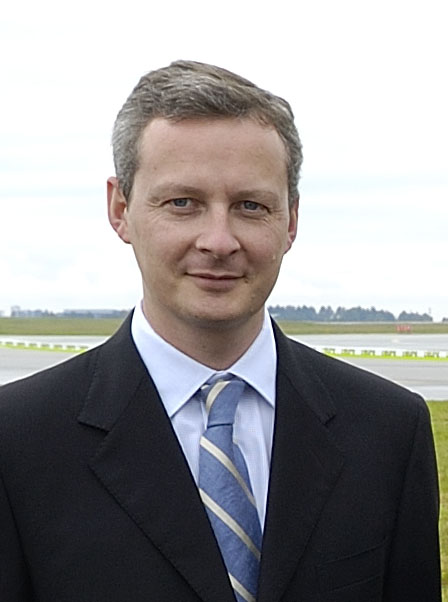
Bruno Le Maire Candidat Majorité présidentielle
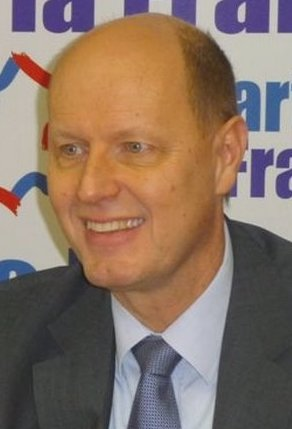
Carl Lang Candidat PDF
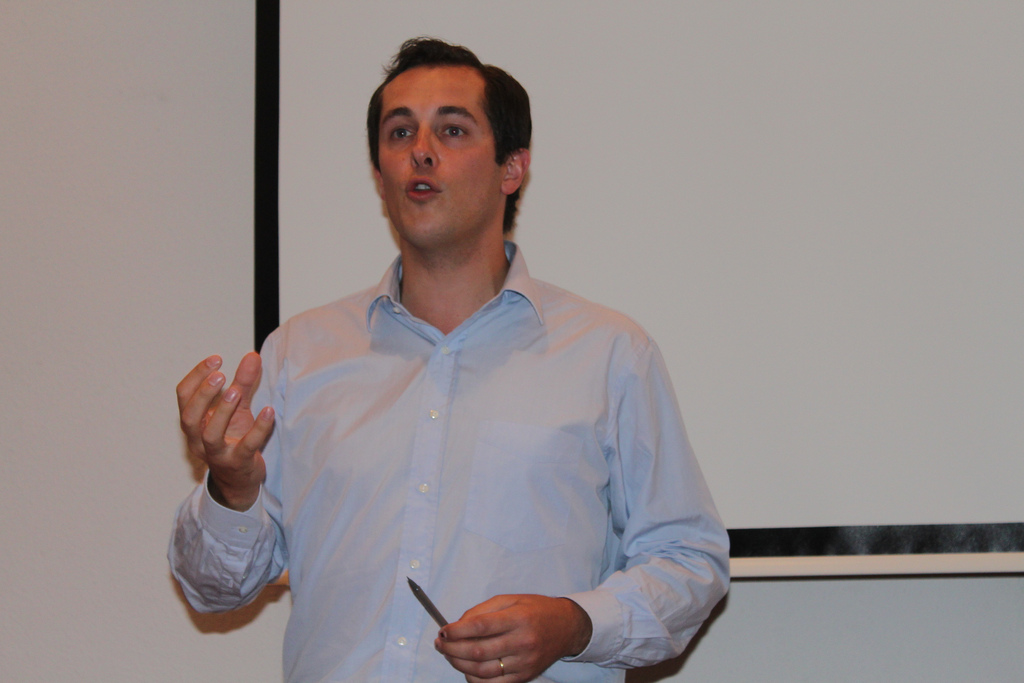
Nicolas Bay Candidat FN

### Têtes de liste départementales
| Listes | Listes         | Eure                 | Seine-Maritime           |
| ------ | -------------- | -------------------- | ------------------------ |
|        | Liste Lapeyre  | Valérie Foissey      | Pascal Le Manach         |
|        | Liste Poupin   | Thierry Martin       | Christine Poupin         |
|        | Liste Taleb    | Perrine Herve-Gruyer | Claude Taleb             |
|        | Liste Jumel    | Jean-Luc Leconte     | Sébastien Jumel          |
|        | Liste Le Vern  | Marc-Antoine Jamet   | Alain Le Vern            |
|        | Liste Frau     | Bernard Frau         | Antoine Leforestier      |
|        | Liste Jeanne   | Danielle Jeanne      | Richard Lecœur           |
|        | Liste Le Maire | Bruno Le Maire       | Catherine Morin-Desailly |
|        | Liste Briere   | Guy Auzoux           | Brigitte Brière          |
|        | Liste Bay      | Jean-Michel Dubois   | Nicolas Bay              |
|        | Liste Lang     | Bernard Touchagues   | Carl Lang                |

## Sondages

### Intentions de vote
Avertissement : Les résultats des intentions de vote ne sont que la mesure actuelle des rapports de forces politiques. Ils ne sont en aucun cas prédictifs du résultat des prochaines élections.
La marge d'erreur de ces sondages est de 4,5 % pour 500 personnes interrogées, 3,2 % pour 1000, 2,2 % pour 2000 et 1,6 % pour 4000.

### Premier tour
| Sondage (et sa source) | Date de réalisation de l'enquête | Liste Le Vern (PS) | Liste Le Maire (UMP) | Liste Bay (FN) | Liste Taleb (EÉ-Cap21) | Liste Jumel (FG-R&S) | Liste Lapeyre (LO) | Liste Jeanne (MoDem) | Liste Frau (AEI) | Liste Poupin (NPA) | Liste Lang (PDF) | Liste Brière (DLR-CNI) | Personnes interrogées |
| ---------------------- | -------------------------------- | ------------------ | -------------------- | -------------- | ---------------------- | -------------------- | ------------------ | -------------------- | ---------------- | ------------------ | ---------------- | ---------------------- | --------------------- |
| TNS Sofres / Logica    | 26 février au 1er mars 2010      | 36 %               | 25 %                 | 10 %           | 9 %                    | 8 %                  | 3 %                | 3 %                  | 2 %              | 2 %                | 1,5 %            | 0,5 %                  | 700                   |

### Second tour
| Sondage (et sa source) | Date de réalisation de l'enquête | Liste Le Vern (PS) | Liste Le Maire (UMP) | Liste Bay (FN) | Personnes interrogées |
| ---------------------- | -------------------------------- | ------------------ | -------------------- | -------------- | --------------------- |
| TNS Sofres-Logica      | 26 février au 1er mars 2010      | 57 %               | 32 %                 | 11 %           | 700                   |

### Notoriété
En décembre 2009, selon un sondage LH2, 22 % des habitants de Haute-Normandie citent spontanément Alain Le Vern lorsqu'on leur demande le nom de leur président de région. Cependant, 55 % des habitants de Haute-Normandie disent connaître Alain Le Vern après que l'institut LH2 a cité son nom. 4 % des interrogés ont cité Didier Marie comme étant le président de la région, alors qu'il est le président du conseil général de la Seine-Maritime.

### Thèmes prioritaires
Le même sondage LH2 de décembre 2009 classe ainsi, en fonction du choix des personnes interrogées, les thèmes de campagne privilégiés par ces derniers :
- le financement et la mise en œuvre de la formation professionnelle et de l’apprentissage : 46 % ;
- le développement économique et l’aide aux entreprises : 45 % ;
- la protection de l’environnement et l’amélioration du cadre de vie : 42 % ;
- la construction et la rénovation des lycées : 20 % ;
- le développement des infrastructures de transports ferroviaires notamment TER : 19 % ;
- autre : 2 % ;
- ne se prononcent pas : 2 %.

## Résultats

### Résultats régionaux
| Tête de liste  | Tête de liste    | Liste                   | Premier tour | Premier tour | Second tour | Second tour | Sièges | Sièges |
| Tête de liste  | Tête de liste    | Liste                   | #            | %            | #           | %           | #      | %      |
| -------------- | ---------------- | ----------------------- | ------------ | ------------ | ----------- | ----------- | ------ | ------ |
|                | Alain Le Vern*   | PS et alliés            | 199 345      | 34,87        | 346 633     | 55,10       | 37     | 67,27  |
|                | Claude Taleb     | EÉ - Cap21              | 52 164       | 9,12         | 346 633     | 55,10       | 37     | 67,27  |
|                | Sébastien Jumel  | FG - R&S                | 47 959       | 8,39         | 346 633     | 55,10       | 37     | 67,27  |
|                | Bruno Le Maire   | Majorité présidentielle | 142 927      | 25,00        | 193 126     | 30,70       | 12     | 21,82  |
|                | Nicolas Bay      | FN                      | 67 419       | 11,79        | 89 332      | 14,20       | 6      | 10,91  |
|                | Danielle Jeanne  | MoDem                   | 16 460       | 2,88         |             |             |        |        |
|                | Christine Poupin | NPA                     | 14 633       | 2,56         |             |             |        |        |
|                | Brigitte Brière  | DLR - CNI               | 10 237       | 1,79         |             |             |        |        |
|                | Carl Lang        | PDF                     | 8 363        | 1,46         |             |             |        |        |
|                | Bernard Frau     | AEI                     | 6 487        | 1,13         |             |             |        |        |
|                | Gisèle Lapeyre   | LO                      | 5 686        | 0,99         |             |             |        |        |
|                |                  |                         |              |              |             |             |        |        |
| Inscrits       | Inscrits         | Inscrits                | 1 278 914    | 100,00       | 1 279 418   | 100,00      |        |        |
| Abstention     | Abstention       | Abstention              | 685 811      | 53,62        | 626 954     | 49,00       |        |        |
| Votants        | Votants          | Votants                 | 593 103      | 46,38        | 652 464     | 51,00       |        |        |
| Blancs et nuls | Blancs et nuls   | Blancs et nuls          | 21 432       | 3,61         | 23 373      | 3,58        |        |        |
| Exprimés       | Exprimés         | Exprimés                | 571 680      | 96,39        | 629 091     | 96,42       |        |        |

* liste du président sortant

### Résultats départementaux

#### Eure
| Tête de liste  | Tête de liste        | Liste                   | Premier tour | Premier tour | Second tour | Second tour | Sièges | Sièges |
| Tête de liste  | Tête de liste        | Liste                   | #            | %            | #           | %           | #      | %      |
| -------------- | -------------------- | ----------------------- | ------------ | ------------ | ----------- | ----------- | ------ | ------ |
|                | Marc-Antoine Jamet*  | PS et alliés            | 54 197       | 30,30        | 97 803      | 49,11       | 10     | 62,50  |
|                | Perrine Herve-Gruyer | EÉ - Cap21              | 17 110       | 9,56         | 97 803      | 49,11       | 10     | 62,50  |
|                | Jean-Luc Leconte     | FG - R&S                | 10 208       | 5,71         | 97 803      | 49,11       | 10     | 62,50  |
|                | Bruno Le Maire       | Majorité présidentielle | 46 636       | 27,75        | 68 678      | 34,49       | 4      | 25,00  |
|                | Jean-Michel Dubois   | FN                      | 24 802       | 13,86        | 32 662      | 16,40       | 2      | 12,50  |
|                | Danielle Jeanne      | MoDem                   | 6 464        | 3,61         |             |             |        |        |
|                | Thierry Martin       | NPA                     | 5 124        | 2,86         |             |             |        |        |
|                | Guy Auzoux           | DLR - CNI               | 3 869        | 2,16         |             |             |        |        |
|                | Bernard Touchagues   | PDF                     | 3 273        | 1,83         |             |             |        |        |
|                | Bernard Frau         | AEI                     | 2 467        | 1,38         |             |             |        |        |
|                | Valérie Foissey      | LO                      | 1 735        | 0,97         |             |             |        |        |
|                |                      |                         |              |              |             |             |        |        |
| Inscrits       | Inscrits             | Inscrits                | 408 762      | 100,00       | 408 754     | 100,00      |        |        |
| Abstention     | Abstention           | Abstention              | 221 971      | 54,3         | 201 334     | 49,26       |        |        |
| Votants        | Votants              | Votants                 | 186 791      | 45,7         | 207 420     | 50,74       |        |        |
| Blancs et nuls | Blancs et nuls       | Blancs et nuls          | 7 906        | 4,23         | 8 277       | 3,99        |        |        |
| Exprimés       | Exprimés             | Exprimés                | 178 885      | 95,77        | 199 143     | 96,01       |        |        |

* liste du président sortant

#### Seine-Maritime
| Tête de liste  | Tête de liste            | Liste                   | Premier tour | Premier tour | Second tour | Second tour | Sièges | Sièges |
| Tête de liste  | Tête de liste            | Liste                   | #            | %            | #           | %           | #      | %      |
| -------------- | ------------------------ | ----------------------- | ------------ | ------------ | ----------- | ----------- | ------ | ------ |
|                | Alain Le Vern*           | PS et alliés            | 145 148      | 36,94        | 248 830     | 57,87       | 27     | 69,23  |
|                | Claude Taleb             | EÉ - Cap21              | 35 054       | 8,92         | 248 830     | 57,87       | 27     | 69,23  |
|                | Sébastien Jumel          | FG - R&S                | 37 753       | 9,61         | 248 830     | 57,87       | 27     | 69,23  |
|                | Catherine Morin-Desailly | Majorité présidentielle | 93 291       | 23,75        | 124 450     | 28,95       | 8      | 20,51  |
|                | Nicolas Bay              | FN                      | 42 617       | 10,85        | 56 671      | 13,18       | 4      | 10,26  |
|                | Richard Lecœur           | MoDem                   | 9 996        | 2,54         |             |             |        |        |
|                | Christine Poupin         | NPA                     | 9 509        | 2,42         |             |             |        |        |
|                | Brigitte Brière          | DLR - CNI               | 6 368        | 1,62         |             |             |        |        |
|                | Carl Lang                | PDF                     | 5 090        | 1,30         |             |             |        |        |
|                | Antoine Leforestier      | AEI                     | 4 020        | 1,02         |             |             |        |        |
|                | Pascal Le Manach         | LO                      | 3951         | 1,01         |             |             |        |        |
|                |                          |                         |              |              |             |             |        |        |
| Inscrits       | Inscrits                 | Inscrits                | 870 121      | 100,00       | 870 102     | 100,00      |        |        |
| Abstention     | Abstention               | Abstention              | 463 798      | 53,30        | 425 556     | 48,91       |        |        |
| Votants        | Votants                  | Votants                 | 406 323      | 46,70        | 444 546     | 51,09       |        |        |
| Blancs et nuls | Blancs et nuls           | Blancs et nuls          | 13 526       | 3,33         | 14 595      | 3,28        |        |        |
| Exprimés       | Exprimés                 | Exprimés                | 392 797      | 96,67        | 429 951     | 96,72       |        |        |

* liste du président sortant